# 真相HOLD得住
《真相HOLD得住》是台灣的談話性綜藝節目，由衛視中文台開播，目前星期一到星期五於晚上8時至9時首播。節目有幾名時常來的甚至每集都來的班底：知本家文化社長劉燦榮、曾任自由時報社會記者的王瑞德、資深媒體人黃敬平，本節目介紹外星怪談、歷史事件、生活常識等。片尾標示出「以上言論不代表本台立場」

## 主持人
- 林青蓉（2012年2月6日－2013年2月19日）
- 高伊玲（2013年2月21日－2013年9月12日）

## 標題口號
- 第一期：宇宙有多大 真相HOLD得住（2012年2月6日－2013年5月17日）
- 第二期：好奇勘宇宙 真相HOLD得住（2013年5月20日－2013年9月12日）

## 播放狀況
- 首播：每周一至周四 20:00－21:00

## 概要
《真相HOLD得住》，不僅和國家地理頻道合作，內容更是包羅萬象，舉凡歷史、社會、科普、時事、生活、天文...等等主題，邀請相關專家一同為觀眾解密探索真相。是以輕鬆、活潑、知性的角度為大家解密，一個大人、小孩都可以一起收看的好節目。

## 播放內容

### 2012年播放內容
| 2012年播放內容 | 2012年播放內容 | 2012年播放內容                              | 2012年播放內容                                 | 2012年播放內容 |
| 集數           | 日期           | 主題                                        | 來賓                                           |                |
| -------------- | -------------- | ------------------------------------------- | ---------------------------------------------- | -------------- |
|                | 5月14日        | 專訪外星人博物館                            |                                                |                |
|                | 5月15日        | 奪命兵器                                    |                                                |                |
|                | 5月16日        | 太空旅行                                    |                                                |                |
|                | 5月17日        | 油源爭霸戰                                  |                                                |                |
|                | 5月21日        | 恐怖游擊隊                                  |                                                |                |
|                | 5月22日        | 萬獸之王                                    |                                                |                |
|                | 5月23日        | 隧道火燒車                                  |                                                |                |
|                | 5月24日        | 前進第二顆地球                              |                                                |                |
|                | 5月28日        | 獵豹                                        |                                                |                |
|                | 5月29日        | 生化武器                                    |                                                |                |
|                | 5月30日        | 超級火山                                    |                                                |                |
|                | 5月31日        | 外星人遺跡                                  |                                                |                |
|                | 6月4日         | 隕石撞地球                                  |                                                |                |
|                | 6月5日         | 恐怖聖戰士                                  |                                                |                |
|                | 6月6日         | 皇室鬥爭                                    |                                                |                |
|                | 6月7日         | 天才大腦                                    |                                                |                |
|                | 6月11日        | 台灣黑熊                                    |                                                |                |
|                | 6月12日        | 稀奇寵物                                    |                                                |                |
|                | 6月13日        | 雨衣大盜                                    |                                                |                |
|                | 6月14日        | 空軍一號鎮                                  |                                                |                |
|                | 6月18日        | 倫敦奧運安檢                                |                                                |                |
|                | 6月19日        | 台灣靈犬                                    |                                                |                |
|                | 6月20日        | 打撈沉船寶藏                                |                                                |                |
|                | 6月21日        | 超級越獄                                    |                                                |                |
|                | 6月25日        | 鰻魚                                        |                                                |                |
|                | 6月26日        | 千年絲綢生死路                              |                                                |                |
|                | 6月27日        | 活人獻祭                                    |                                                |                |
|                | 6月28日        | 台灣醫療 讚!                                |                                                |                |
|                | 7月2日         | 美國航母                                    |                                                |                |
|                | 7月3日         | 毒品戰爭                                    |                                                |                |
|                | 7月4日         | 雲霄飛車                                    |                                                |                |
|                | 7月5日         | 外星遺址                                    |                                                |                |
|                | 7月9日         | 槍林彈雨秘密檔案                            |                                                |                |
|                | 7月10日        | 動物暴走                                    |                                                |                |
|                | 7月11日        | 神祕古文明                                  |                                                |                |
|                | 7月12日        | 台灣危險公路                                |                                                |                |
|                | 7月16日        | 千年不朽疑雲 曹操陵墓故佈疑陣               | 邱建一、劉燦榮、林正義、吳駿聲                 |                |
|                | 8月8日         | 挑戰地球最深處 異形生物馬里亞納海溝         | 劉燦榮、陳中華、傅鶴齡、黃敬平                 |                |
|                | 10月1日        | 砸重金 超酷炫 改裝車的極限世界              | 龐德、李林樹、李仁全、黃敬平                   |                |
|                | 10月25日       | 回眸一笑亂紛紛 楊貴妃魅惑秘辛               |                                                |                |
|                | 10月29日       | 中國X檔案--山海經 人神獸一家親              | 劉燦榮、邱建一、楊蓮福、董澤                   |                |
|                | 10月30日       | 偷拐搶騙 旅遊心驚驚 跟團也危險？！          | 吳駿聲、陳健欽、尹駿、倪子鈞                   |                |
|                | 10月31日       | 消失的密室？！ 人面獅身暗藏末日預言         | 劉燦榮、邱建一、吳駿聲、黃敬平                 |                |
|                | 11月1日        | 來自地獄變身怪客 一現身降災厄               | 劉燦榮、王瑞德、吳駿聲、戴志揚                 |                |
|                | 11月2日        | 步步驚心 奪命死亡峰                         | 劉燦榮、王瑞德、李小石、江晃榮                 |                |
|                | 11月5日        | 中國神秘天文學 千年預言農民曆               | 劉燦榮、林正義、翁燦燿、楊蓮福                 |                |
|                | 11月6日        | 我不是教你詐 只是瞞天過海闖江湖             | 劉燦榮、王瑞德、黃敬平、魏兆玟                 |                |
|                | 11月7日        | 被神遺忘的禁地 蘇聯死亡魔窟                 | 劉燦榮、王瑞德、黃敬平、戴志揚                 |                |
|                | 11月8日        | 橫行霸道蟹兵團 奪您味蕾搶荷包               | 劉燦榮、寶媽、張憲宗、吳明珠、鄭叔和、天本昇吾 |                |
|                | 11月9日        | 恐怖黑寡婦 最毒婦人心！？                   | 劉燦榮、王瑞德、戴志揚、wendy                  |                |
|                | 11月12日       | 離奇迷航憑空消失 神出鬼沒幽靈船             | 劉燦榮、王瑞德、黃敬平、戴志揚                 |                |
|                | 11月13日       | 假紳士真歹徒 人面獸心殺人魔                 | 黃敬平、王瑞德、戴志揚、李依玲                 |                |
|                | 11月14日       | 瓊漿玉液有賺頭 微利時代攢金術               | 劉燦榮、王瑞德、蔡木霖、蔡舜堂                 |                |
|                | 11月15日       | 棄業冒險記 拚事業 有錢沒命花 不務正業追夢去 | 劉燦榮、傑利、尹駿、王慶玲                     |                |
|                | 11月19日       | 怪蟲肆虐 超級病原 家中危機"蟲蟲"            | 戴志揚、柯以柔、全嘉莉、徐爾烈                 |                |
|                | 11月20日       | 穿越時空回到未來 超神準預言奇人             | 劉燦榮、翁燦燿、董澤、林正義                   |                |
|                | 11月21日       | 鋌而走險賺黑錢 走私內幕一網打盡             | 黃敬平、劉峻雄、王瑞德、吳國棟                 |                |
|                | 11月22日       | 大膽投資怕不怕 異想天開買詭宅               | 田大權、王瑞德、詹惟中、蔡玉真                 |                |
|                | 11月26日       | 時機歹歹萬物皆漲 省錢絕招大公開             | 林可可、劉憶如、妮妮、陳麗蓉                   |                |
|                | 11月27日       | 超越文明穿越時空 地球之鑰金字塔             | 吳俊輝、邱建一、劉燦榮、吳駿聲                 |                |
|                | 11月28日       | 詭異離奇降頭術 蠱毒奪命無聲無息             | 倪子鈞、翁燦燿、劉燦榮、王瑞德                 |                |
|                | 11月29日       | 摩托車之王 乘風翱翔體驗快感                 | 黃敬平、大飛、Nina、George                     |                |
|                | 11月30日       | 人類與恐龍共舞！？ 歷史大翻盤               | 黃敬平、江晃榮、劉燦榮、吳駿聲                 |                |
|                | 12月3日        | 東西方太監傳奇 太監宮廷鬥爭秘辛             | 劉燦榮、邱建一、王瑞德、董澤                   |                |
|                | 12月4日        | 穿越時空找真相 重返史前核戰現場             | 王瑞德、戴志揚、妮妮、劉燦榮                   |                |
|                | 12月5日        | 滴滴值千金 壹支獨秀高粱酒                   | 劉燦榮、王瑞德、林宏銘、賴舜堂                 |                |
|                | 12月6日        | 不景氣也能當貴婦 頂級下午茶這樣喝           | 夏隆Sharone Hakman、陶禮君、尹駿、Ivy          |                |
|                | 12月10日       | 掀起面紗看世界 中東旅遊奇聞錄               | 苦苓、邱建一、吳唐生、黃丁盛、蕭穎             |                |
|                | 12月11日       | 前世緣今生未盡 輪回投胎早註定               | 劉燦榮、司馬中原、YOYO、林正義                 |                |
|                | 12月12日       | 臥薪嘗膽美人計 中國第一特務西施             | 劉燦榮、邱建一、王瓊玲、董澤                   |                |
|                | 12月13日       | 跨年這樣玩 跨年去哪玩？日港泰深度旅遊大PK   | 蕭大慶、苦苓、傑利、陳姿貝                     |                |
|                | 12月17日       | 混沌時代邪魔橫行 女巫追緝令                 | 劉燦榮、YOYO、王瑞德、林愛華                   |                |
|                | 12月18日       | 來無影 去無蹤 神秘特務007～～忍者           | 劉燦榮、王瑞德、林勝傑、溫紳                   |                |
|                | 12月19日       | 幽浮基地 失落高文明 穿越地球時光機          | 劉燦榮、王瑞德、吳駿聲、戴志揚                 |                |
|                | 12月20日       | 數字暗藏DNA 釋出神秘超能力                  | 劉燦榮、王瑞德、黃暐勝、林詩築                 |                |
|                | 12月24日       | 冬天來了泡湯去 世界名湯大集合               | 費國賓、簡文仁、高伊玲、陳姿貝                 |                |
|                | 12月25日       | 邪惡降臨集體獵殺 驚爆恐怖實驗室             | 劉燦榮、王瑞德、戴志揚、陳耀寬                 |                |
|                | 12月26日       | 青樓名妓交際花 一顰一笑撼動中國             | 劉燦榮、王瑞德、董澤、戴志揚                   |                |
|                | 12月27日       | 水深火熱 冰天雪地 極地大冒險                | 苦苓、高伊玲、黃丁盛、吳唐生                   |                |
|                | 12月31日       | 開啟人類秘密的宇宙之鑰 中國易經             | 林正義、劉燦榮、黃暐勝、董澤                   |                |

### 2013年播放內容
| 2013年播放內容 | 2013年播放內容 | 2013年播放內容                       | 2013年播放內容                                                                                                | 2013年播放內容 |
| 集數           | 日期           | 主題                                 | 來賓 |                |
| -------------- | -------------- | ------------------------------------ | --- | -------------- |
|                | 1月1日         | 詛咒？巧合？還是宿命 美國總統的悲劇  | 劉燦榮、詹惟中、饒自強、王瑞德                                                                                |                |
|                | 1月2日         | 失落古卷現身 末日預言又再起？        | 劉燦榮、邱建一、董澤、小胖                                                                                    |                |
|                | 1月3日         | 飄來散去你是誰？ 魂飛魄散旅遊驚魂記  | 楊子儀、詹惟中、尹駿、小胖                                                                                    |                |
|                | 1月7日         | 百年血海深仇 中日禁衛軍大對決        | 劉燦榮、邱建一、林勝傑、許傑克                                                                                |                |
|                | 1月8日         | 與獸共舞森林王子 神祕獸孩出沒揭密    | 劉燦榮、王瑞德、戴志揚、林翠芬                                                                                |                |
|                | 1月9日         | 浪漫邂逅！ 奪命陷阱？ 恐怖情人現形   | 劉燦榮、王瑞德、Ruby、戴志揚                                                                                  |                |
|                | 1月10日        | 陸客旅遊超瘋狂 誇張行徑一籮筐        | 尹駿、小胖、陳受祿、陳柏樺                                                                                    |                |
|                | 1月14日        | 掌控世界的隱形黑手 神祕組織共濟會    | 劉燦榮、溫紳、王瑞德、傅鶴齡                                                                                  |                |
|                | 1月15日        | 吸血鬼 狼人 開膛手 英國暗黑異世界    | 劉燦榮、邱建一、王瑞德、尹駿                                                                                  |                |
|                | 1月16日        | 男生的子彈會轉彎 驚悚離奇懷孕記      | 劉燦榮、張翠芬、王瑞德、蔡鋒博                                                                                |                |
|                | 1月17日        | 穿越時空回到未來 超神準預言奇人      | 劉燦榮、董澤、翁燦燿、林正義                                                                                  |                |
|                | 1月21日        | 神祕圖騰藏殺機 世紀謎團懸案          | 劉燦榮、王瑞德、翁燦燿、張翠芬                                                                                |                |
|                | 1月22日        | 穿梭時空預見未來 神祕手稿驚現新末日! | 劉燦榮、王瑞德、傅鶴齡、戴志揚                                                                                |                |
|                | 1月23日        | 不景氣也要買房 小資男女夢想家        | 蔡玉真、王瑞德、田大權、蔡上機                                                                                |                |
|                | 1月24日        | 超越文明穿梭時空 地球之鑰金字塔      | 劉燦榮、吳俊輝、吳駿聲、邱建一                                                                                |                |
|                | 1月28日        | 暗黑勢力突擊! 虛擬戰場成真?          | 劉燦榮、王瑞德、戴志揚、楊聰財                                                                                |                |
|                | 1月29日        | 浴火鳳凰女戰士 冷豔無情黑寡婦        | 劉燦榮、王瑞德、翁燦燿、施孝瑋                                                                                |                |
|                | 1月30日        | 美女靠邊站 帥哥出頭天？古羅馬不思議  | 劉燦榮、邱建一、黃丁勝、傅瀞                                                                                  |                |
|                | 1月31日        | 穿越時空找真相 重返史前核戰現場      | 王瑞德、戴志揚、吳駿聲、劉燦榮                                                                                |                |
|                | 2月4日         | 勾心鬥角搏大位 中國官場現形記        | 鄭佩芬、陳高超、蔡玉真、溫紳                                                                                  |                |
|                | 2月5日         | 中國最後的寶藏 失落黃金城            | 劉燦榮、邱建一、翁燦燿、陳耀寬                                                                                |                |
|                | 2月6日         | 不景氣也能賺大錢 捷運路線圖發財秘笈  | 詹惟中、王瑞德、盧燕俐、田大權                                                                                |                |
|                | 2月7日         | 來無影 去無蹤 神秘特務007～～忍者    | 劉燦榮、王瑞德、林勝傑、溫紳                                                                                  |                |
|                | 2月18日        | 寶石魅力難抵擋 暗藏神祕死亡詛咒      | 劉燦榮、邱建一、陳耀寬、翁燦燿                                                                                |                |
|                | 2月19日        | 萬年壁畫 子彈飛 穿越時空神秘人       | 王瑞德、劉燦榮、邱建一、吳駿聲                                                                                |                |
|                | 2月20日        | 出國旅行 意想不到的偷拐搶騙詐術      | 吳駿聲、小馬、陳健欽、尹駿                                                                                    |                |
|                | 2月21日        | 地球人不孤單 外星訊息真的來了!       | 劉燦榮、王瑞德、傅鶴齡、吳駿聲                                                                                |                |
|                | 2月25日        | 鮮血上的皇位? 宮心之王雍正世紀之謎   | 劉燦榮、邱建一、翁燦燿、董澤                                                                                  |                |
|                | 2月26日        | 詛咒降臨? 幽浮基地? 神秘禁區窩瓦河   | 劉燦榮、王瑞德、傅鶴齡、張翠芬                                                                                |                |
|                | 2月27日        | 惡靈就在你身邊? 旅遊書上沒說的事     | 劉燦榮、王瑞德、張翠芬、苦苓                                                                                  |                |
|                | 2月28日        | 純屬意外? 超離奇命案事件簿           | 劉燦榮、王瑞德、翁燦燿、張翠芬                                                                                |                |
|                | 3月4日         | 英國怪異事情多！惡靈詭宅也特多       | 劉燦榮、王瑞德、戴志揚、謝沅瑾                                                                                |                |
|                | 3月5日         | 恐怖黑色旅館 阿飄夜夜伴我眠?!        | 陳櫻文、黃俊榮、苦苓、陳姿貝                                                                                  |                |
|                | 3月6日         | 一字竟能扭轉歷史? 關鍵遺言世紀之謎   | 邱建一、劉燦榮、詹惟中、翁燦燿                                                                                |                |
|                | 3月7日         | 永恆不死非秘密 驚現千年長生不老藥?   | 劉燦榮、王瑞德、翁燦燿、邱建一                                                                                |                |
|                | 3月11日        | 神出鬼沒百慕達 生人勿近奪命祕境      | 劉燦榮、王瑞德、戴志揚、張翠芬                                                                                |                |
|                | 3月12日        | 偷搶拐騙慘失血 旅遊詐騙高段班        | 詹惟中、楊子儀、苦苓、陳姿貝                                                                                  |                |
|                | 3月13日        | 記憶大改造? 盜夢成真改變未來         | 劉燦榮、王瑞德、王榮義、小孟老師                                                                              |                |
|                | 3月14日        | 神蹟再現 寶藏耀眼 超越文明千年神殿   | 劉燦榮、吳駿聲、邱建一、王瑞德                                                                                |                |
|                | 3月18日        | 神探 手稿 謀殺案? 福爾摩斯身世大解密 | 張翠芬、劉燦榮、王瑞德、邱建一                                                                                |                |
|                | 3月19日        | 戰場詭影驚魂記 軍中惡靈碉堡秘辛      | 戴志揚、王瑞德、倪子鈞、詹惟中                                                                                |                |
|                | 3月20日        | 神秘巨石像從天降? 中美洲失落古文明   | 邱建一、劉燦榮、戴志揚、王瑞德                                                                                |                |
|                | 3月21日        | 來去無蹤噬血怪 變種異形地表現身      | 王瑞德、劉燦榮、翁燦燿、吳駿聲                                                                                |                |
|                | 3月25日        | 萬貫家財要了命? 玄奇富豪之死         | 劉燦榮、王瑞德、張翠芬、戴志揚                                                                                |                |
|                | 3月26日        | 穿越異度空間無聲息 奪命惡靈魔船      | 王瑞德、劉燦榮、張翠芬、詹惟中                                                                                |                |
|                | 3月27日        | 希臘神話特洛伊 千年古城藏黃金        | 劉燦榮、王瑞德、邱建一、翁燦燿                                                                                |                |
|                | 3月28日        | 洩漏天機? 天妒英才 天文學家死亡謎團  | 劉燦榮、王瑞德、傅鶴齡、陳耀寬                                                                                |                |
|                | 4月1日         | 神秘魔地 布列塔尼石頭陣              | 邱建一、王瑞德、劉燦榮、Eddie                                                                                 |                |
|                | 4月2日         | 旅遊第一前哨站 世界海關奇聞錄        | 詹惟中、王瑞德、苦苓、陳姿貝                                                                                  |                |
|                | 4月3日         | 千年不朽神秘古墓 黃金面具藏玄機      | 劉燦榮、王瑞德、吳駿聲、邱建一                                                                                |                |
|                | 4月4日         | 惡狼傳說是史實 穿越時空找真相        | 劉燦榮、王瑞德、吳駿聲、邱建一                                                                                |                |
|                | 4月8日         | 世界高峰神秘詛咒? 冰凍木乃伊之謎     | 李小石、劉燦榮、邱建一、王瑞德                                                                                |                |
|                | 4月9日         | 生人勿近詭娃娃 百年神秘詛咒          | 張翠芬、王瑞德、謝沅瑾、劉燦榮                                                                                |                |
|                | 4月10日        | 秘藏世界角落 被遺忘的千年金字塔      | 劉燦榮、王瑞德、吳駿聲、邱建一                                                                                |                |
|                | 4月11日        | 天怒降巨石 地球命在旦夕?!            | 劉燦榮、吳俊輝、傅鶴齡、陳耀寬                                                                                |                |
|                | 4月15日        | 巧合? 陰謀? 天價名畫離奇竊案         | 邱建一、王瑞德、張翠芬、劉燦榮                                                                                |                |
|                | 4月16日        | 下毒 謀殺 奪權 帝王之死世紀謎團      | 王瑞德、吳駿聲、劉燦榮、邱建一                                                                                |                |
|                | 4月17日        | 古墓 寶藏 魔鬼城 千年謎團追追追!     | 王瑞德、吳駿聲、劉燦榮、邱建一                                                                                |                |
|                | 4月18日        | 奪人性命一瞬間 百步穿楊狙擊手        | 王瑞德、李天鐸、宋玉寧、劉燦榮                                                                                |                |
|                | 4月22日        | 燒殺擄掠稱霸汪洋 詭盜船浴血事件薄    | 王瑞德、邱建一、劉燦榮、戴志揚                                                                                |                |
|                | 4月23日        | 毛骨悚然心驚驚 恐怖飯店好膽嘜走      | 王瑞德、班傑、郭好萱、謝沅瑾                                                                                  |                |
|                | 4月24日        | 驚世寶藏淘金去 一夜致富非夢事!       | 翁燦燿、劉燦榮、邱建一、王瑞德                                                                                |                |
|                | 4月25日        | 毛骨悚然詭異體驗 博物館驚魂夜!       | 劉燦榮、吳駿聲、詹惟中、小胖                                                                                  |                |
|                | 4月29日        | 黑暗27th魔鬼詛咒 搖滾死神俱樂部      | 陳弘樹、王瑞德、Ruby、詹惟中                                                                                  |                |
|                | 4月30日        | 神聖？ 陰險？ 危險又神秘的巨蛇傳說   | 倪子鈞、劉燦榮、邱建一、王瑞德、蟒蛇先生                                                                      |                |
|                | 5月1日         | HOLD住第一桶金 省錢圓夢大秘招        | 劉憶如、邵庭、田大權、盧燕俐                                                                                  |                |
|                | 5月2日         | 瞠目結舌有夠扯 誇張旅遊事件薄        | 郭好萱、苦苓、阿布、尹駿                                                                                      |                |
|                | 5月6日         | 命中註定躲不過 恐怖生死一瞬間        | 苦苓、楊子儀、郭好萱、尹駿                                                                                    |                |
|                | 5月7日         | 輕鬆買進預售屋 入住黃金理想宅        | 盧燕俐、郭彥均、田大權、詹惟中                                                                                |                |
|                | 5月8日         | 邪靈附體 人魔降生 魔鬼傳說           | 王瑞德、尹駿、劉燦榮、謝沅瑾                                                                                  |                |
|                | 5月9日         | 驍勇善戰來去無蹤 以死賭命外籍傭兵    | 王瑞德、劉燦榮、宋玉寧、呂革進                                                                                |                |
|                | 5月13日        | 冤情難解懸案難破 是誰在說話?         | 王瑞德、戴志揚、張庭禎、謝松善                                                                                |                |
|                | 5月14日        | 恐怖秘笈 模仿犯凶案事件薄            | 王瑞德、戴志揚、張翠芬、楊聰財                                                                                |                |
|                | 5月15日        | 巨人不再是傳說 謎樣巨人大曝光!       | 王瑞德、翁燦燿、邱建一、劉燦榮                                                                                |                |
|                | 5月16日        | 奇珍異寶偷不完 中國盜墓X檔案!        | 邱建一、劉燦榮、董澤、翁燦燿、林秀琴、秦嗣林                                                                  |                |
|                | 5月20日        | 鄰居是惡靈?! 驚悚恐怖怪房子          | 張翠芬、王瑞德、劉燦榮、張庭禎                                                                                |                |
|                | 5月21日        | 神出鬼沒不明圖騰 無解圓              | 王瑞德、劉燦榮、吳俊輝、邱建一                                                                                |                |
|                | 5月22日        | 神祕傳奇女王 掌權天下無人敵          | 劉燦榮、張翠芬、邱建一、翁燦燿                                                                                |                |
|                | 5月23日        | 回到過去預知未來 穿梭星際之門        | 劉燦榮、傅鶴齡、林正義、吳俊輝                                                                                |                |
|                | 5月27日        | 飛機上有蛇? 魂飛魄散空中驚魂記       | 苦苓、倪子鈞、詹惟中、查安娜                                                                                  |                |
|                | 5月28日        | 奪命亂葬崗 墓園驚魂記                | 倪子鈞、詹惟中、林正義、張庭禎                                                                                |                |
|                | 5月29日        | 改變人類命運關鍵 天才科學家          | 劉燦榮、傅鶴齡、戴志揚、吳俊輝                                                                                |                |
|                | 5月30日        | 出國旅遊詭事多 小心詭怪找上門        | 苦苓、楊子儀、張庭禎、陳姿貝                                                                                  |                |
|                | 6月3日         | 創業維艱!? 開店必勝生意經            | 詹惟中、田大權、蔡玉真、邱義中                                                                                |                |
|                | 6月4日         | 人類自作孽 流行病的死亡詛咒          | 劉燦榮、吳明珠、王瑞德、張翠芬                                                                                |                |
|                | 6月5日         | 黃金強強滾 滾出熱門大錢潮            | 盧燕俐、蔡玉真、陳耀寬、劉燦榮                                                                                |                |
|                | 6月6日         | 世界頂級名宅 破錶奢華大曝光          | 戴志揚、田大權、蔡玉真、謝沅瑾                                                                                |                |
|                | 6月10日        | 自古男女超愛美 斷腳折腰真夭壽        | 劉燦榮、邱建一、張翠芬、蕭景隆                                                                                |                |
|                | 6月11日        | 買房不失算 不可不知的房仲話術        | 田大權、蔡玉真、張淳淳、詹惟中                                                                                |                |
|                | 6月12日        | 諜報戰略出奇招 刺探敵情非難事        | 戴志揚、劉燦榮、王瑞德、宋兆文                                                                                |                |
|                | 6月13日        | 東方巨圓秘密基地 中國土樓之謎        | 劉燦榮、蔡上機、邱建一、翁燦燿                                                                                |                |
|                | 6月17日        | 恐怖水底嗜血怪 突變巨獸要人命        | 劉燦榮、吳駿聲、翁燦燿、尹駿                                                                                  |                |
|                | 6月18日        | 飆速競技 風馳電掣 夢幻賽車手         | 陳俊杉、龐德、錢韋成、陳漢承                                                                                  |                |
|                | 6月19日        | 自古愛美要人命 不惜折壽凍齡          | 劉燦榮、邱建一、全嘉莉、王曉芬                                                                                |                |
|                | 6月20日        | 古老傳承食療法 客家養生秘辛          | 邱建一、翁燦燿、邱喆娟、吳明珠                                                                                |                |
|                | 6月24日        | 神秘X星球逼近 人類浩劫末日近！？     | 劉燦榮、王瑞德、吳俊輝、傅鶴齡                                                                                |                |
|                | 6月25日        | 我的天呀！ 到底在搞什麼飛機！？      | 郭好萱、詹惟中、郭彥均、郭彥甫、查安娜                                                                        |                |
|                | 6月26日        | 女人香 香扇搖 魅惑男人出奇招         | 劉燦榮、邱建一、江映瑤、張翠芬                                                                                |                |
|                | 6月27日        | 無法解釋的災難 死神招手魔鬼地域      | 尹駿、劉燦榮、吳駿聲、王瑞德                                                                                  |                |
|                | 7月1日         | 詭官邸 元首也不敢住的猛詭地          | 邱建一、戴志揚、劉燦榮、謝沅瑾                                                                                |                |
|                | 7月2日         | 無解神秘圖騰 外星人地球手繪本？      | 劉燦榮、王瑞德、邱建一、尹駿                                                                                  |                |
|                | 7月3日         | 人生存第一桶金 靠省錢也能做到        | 盧彥例、艾莉絲、張偉明、NaNa                                                                                  |                |
|                | 7月4日         | 咒怨 厄運 黑色13號星期五             | 劉燦榮、邱建一、尹駿、Wendy                                                                                   |                |
|                | 7月8日         | 外星人訪地球！ 神秘畫作藏訊息        | 劉燦榮、王瑞德、傅鶴齡、翁燦燿                                                                                |                |
|                | 7月9日         | 波麗士大人也怕？ 靈異煞氣罩警局      | 劉燦榮、王瑞德、高大成、張庭禎                                                                                |                |
|                | 7月10日        | 獨行冒險闖天涯 驚險生死一瞬間        | 倪子鈞、邱建一、小胖、Venus暖暖                                                                               |                |
| 300            | 7月11日        | 毒食品已不再？ 錯 我的三餐攏是假     | 全嘉莉、張瑀庭、吳家誠、江守山                                                                                |                |
| 301            | 7月15日        | 顛覆歷史 億萬年前超文明X檔案         | 劉燦榮、尹駿、翁燦燿、吳駿聲                                                                                  |                |
| 302            | 7月16日        | 鐵血紀律 驍勇善戰 兩棲偵蒐蛙人       | 王瑞德、李天鐸、羅金忠、何逸松、柯欣宏                                                                        |                |
| 303            | 7月17日        | 恐怖黑暗角落 地底怪物橫行            | 劉燦榮、王瑞德、倪子鈞、翁燦燿                                                                                |                |
| 304            | 7月18日        | 石破天驚超文明 千年巨石陣解密        | 劉燦榮、王瑞德、尹駿、邱建一                                                                                  |                |
| 305            | 7月22日        | 千年磁力 無解怪象 地球神秘能量場     | 劉燦榮、王瑞德、翁燦燿、傅鶴齡                                                                                |                |
| 306            | 7月23日        | 詭異詛咒 怨念纏身 寶物索你命         | 劉燦榮、王瑞德、戴志揚、張翠芬                                                                                |                |
| 307            | 7月24日        | 地心謎團多又多 驚現神秘新世界        | 劉燦榮、王瑞德、邱建一、吳駿聲                                                                                |                |
| 308            | 7月25日        | 救急拿命換現金 光怪陸離當鋪秘辛      | 劉燦榮、詹惟中、秦嗣林（當鋪老闆）、尹駿                                                                      |                |
| 309            | 7月29日        | 職棒熱潮吹不滅 球場魔咒一籮筐        | 王瑞德、鄧國雄（體育主播）、陳亞理（體育主播）、許維智（資深球評）                                            |                |
| 310            | 7月30日        | 穿梭生死門 挑戰不可能的任務          | 張庭禎、王瑞德、小馬、謝沅瑾                                                                                  |                |
| 311            | 7月31日        | 地球神秘能量場 打造超級古文明        | 劉燦榮、王瑞德、傅鶴齡、李亮辰（亮辰磁場研究院院長）                                                          |                |
| 312            | 8月1日         | 誤闖異度空間 夜半離奇詭異車站        | 劉燦榮、王瑞德、戴志揚、柏翔                                                                                  |                |
| 313            | 8月5日         | 生死門 太平間 恐怖靈動詭醫院         | 劉燦榮、小馬、詹惟中、全嘉莉                                                                                  |                |
| 314            | 8月6日         | 地球死角 神鬼迴避 噬人魔鬼城         | 劉燦榮、王瑞德、翁燦燿、邱建一                                                                                |                |
| 315            | 8月7日         | 人類滅城天堂橋 歷史拒說的秘密        | 劉燦榮、傅鶴齡、翁燦燿、李伍薰（科幻作家）                                                                    |                |
| 316            | 8月8日         | 用魅力取性命 黑暗地域恐怖殺手        | 劉燦榮、王瑞德、翁燦燿、林萃芬（諮商心理師）                                                                  |                |
| 317            | 8月12日        | 夜市美食百百種 問題小吃大揭密        | 全嘉莉、張瑀庭、吳明珠、林杰樑（臨床毒物科主任）                                                              |                |
| 318            | 8月13日        | 魔鬼訓練地獄淬鍊 兩棲蛙人菁英戰士    | 潘若迪、戴志揚、陽偉哲（陸戰蛙人）、林佳艷（陸戰蛙人）、黃明標（陸戰蛙人）                                    |                |
| 319            | 8月14日        | 陰兵借道神秘軍團 歷史懸案大揭密      | 劉燦榮、王瑞德、戴志揚、翁燦燿                                                                                |                |
| 320            | 8月15日        | 頹垣斷塹 一夕毀滅 地球神秘無人城     | 王瑞德、劉燦榮、戴志揚、傅鶴齡                                                                                |                |
| 321            | 8月19日        | 命中注定遇到祢！？ 離奇懸案追追追    | 謝沅瑾、張庭禎、劉燦榮、翁燦燿                                                                                |                |
| 322            | 8月20日        | 稀世寶物飆天價 國家寶藏真奪戰        | 劉燦榮、邱建一、陸潔民（知名拍賣官）、王瑞德                                                                  |                |
| 323            | 8月21日        | 紅眼噴火惡魔怪 神出鬼沒請快閃！      | 劉燦榮、翁燦燿、吳駿聲、Ruby                                                                                  |                |
| 324            | 8月22日        | 時光隧道是真的 穿越古今不是夢        | 劉燦榮、戴志揚、王瑞德、傅鶴齡                                                                                |                |
| 325            | 8月26日        | 黃金地圖神秘鴕鳥蛋 古文明X檔案       | 劉燦榮、吳駿聲、王瑞德、邱建一                                                                                |                |
| 326            | 8月27日        | 陪你HIGH翻天！ 影子遊客神秘實錄      | 王瑞德、謝沅瑾、楊子儀、牛腿（資深領隊）                                                                      |                |
| 327            | 8月28日        | 世界恐怖奪魂地 祿地百慕達藏殺機      | 劉燦榮、吳駿聲、王瑞德、詹惟中                                                                                |                |
| 328            | 8月29日        | 夢幻甜點 震撼舌尖的味蕾天堂          | 劉以豪、陶禮君（美食評論家）、王凱蒂、Chef Jean-Jacques Tranchant（法國藍帶主廚） 【VCR解說：劉燦榮、邱建一】 |                |
| 329            | 9月2日         | 航空考古全民間諜 地球異世界揭密      | 劉燦榮、王瑞德、邱建一、廖振順（地理老師）                                                                    |                |
| 330            | 9月3日         | 迷哥迷姐狂追星 瘋狂粉絲豁出去        | 劉燦榮、王瑞德、Ruby、戴志揚                                                                                  |                |
| 331            | 9月4日         | 天災異象熱到爆 風水惹禍詭事傳        | 劉燦榮、王瑞德、林正義、林政治（台灣紅十字會主任）                                                            |                |
| 332            | 9月5日         | 神隱分身？ 瞬間位移？ 暗黑X檔案      | 劉燦榮、王瑞德、戴志揚、吳駿聲                                                                                |                |

## 外部連結
- 真相HOLD得住的Facebook專頁